# Rudolf Ehwald
Rudolf Ehwald (* 7. November 1847 in Gotha; † 13. Juli 1927 ebenda) war ein deutscher Bibliothekar, Historiker und Altphilologe.

## Leben
Rudolf Ehwald, Sohn des Sattlermeisters Justin Ehwald, legte sein Abitur am Ernestinum Gotha ab. Während seines Studiums der Altphilologie in Jena, Leipzig und Göttingen wurde er 1869/70 Mitglied der Burschenschaft Teutonia Jena. Nach seinem Studium promovierte er im Jahr 1871 und wurde im gleichen Jahr Lehrer am Ernestinum. Seit 1882 war er Professor und blieb Lehrer an dieser Schule bis 1911 für vier Jahrzehnte, zuletzt als Gymnasialprofessor. Zu seinen Schülern gehörte dort Ernst Anding, fast den gesamten Zeitraum war Kurd Laßwitz sein Kollege. Nachdem er von 1899 bis 1911 die Herzogliche Bibliothek Gotha ehrenamtlich leitete, wurde er 1911 hauptamtlicher Direktor und Oberbibliothekar und blieb in dieser Position bis zu seiner Pensionierung 1921. Hier war er für die Schaffung der Abteilung „Gothana“ verantwortlich, in der Schriften mit Bezug zu Gotha gesammelt wurden. 1919 wurde er zum korrespondierenden Mitglied der Göttinger Akademie der Wissenschaften gewählt. In den Jahren 1876 und 1905 unternahm er Studienreisen nach Italien, England und Frankreich.
Ehwald war ein aktives Mitglied des Gothaer Geschichtsvereines. Von besonderer Bedeutung waren seine Arbeit zu den in der Gothaer Bibliothek gefundenen Handschriften Ovids und seine Beschreibungen der Handschriften und Inkunabeln der Gothaer Gymnasialbibliothek. Zudem forschte er intensiv zur Laokoonsage, sowohl zu den philologischen, wie auch den archäologischen Quellen. Daneben verfasste er viele Gedenkreden und Gedenkschriften. Zum 2. Deutschen Bibliothekartag im Jahre 1901 in Gotha verfasste er die „Geschichte der Gothaer Bibliothek“.
Rudolf Ehwald ist der Großvater des Bodenkundlers Ernst Ehwald.

## Schriften (Auswahl)
Schriftenverzeichnis: Hermann Ullrich: Arbeiten Rudolf Ehwalds. In: Mitteilungen des Vereins für Gothaische Geschichte und Altertumskunde, 1928, S. 49–56 (online).
- Gedächtnisrede auf Otto Schneider. In der Aula des Gymnasium Ernestinum am 9. Juni 1880 gehalten. In: Programm des Herzoglichen Gymnasium Ernestinum zu Gotha, Gotha 1881, S. 1–10.
- Gedächtnisrede auf Joachim Marquardt gehalten. In: Programm des Herzoglichen Gymnasium Ernestinum zu Gotha, 1883, S. 3–17.
- Herausgeber: Publius Ovidius Naso, Band 2: Metamorphoses: cum emendationis summario, Lipsiae: Teubner, 1883.
- Herausgeber: Publius Ovidius Naso, Band 3: Tristia. Ibis. Ex Ponto Libri Fasti, Lipsiae: Teubner 1884.
- Herausgeber: Publius Ovidius Naso, Band 1: Amores. Epistulae. Medicamina faciei. Ars amatoria. Remedia amoris / ed. R. Ehwald, Lipsiae: Teubner 1888. (Digitalisat)
- Beschreibung der Handschriften und Inkunabeln der Herzoglichen Gymnasialbibliothek zu Gotha. Nebst vier Briefen von Eobanus Hessus, Melanchthon und Niclas von Amsdorff. In: Programm des Herzoglichen Gymnasium Ernestinum zu Gotha, 1892/93, S. [3]–20.
- Kritische Beiträge zu Ovids Epistulae ex Ponto Perthes, Gotha 1896. (Digitalisat)
- Geschichte der Gothaer Bibliothek. In: Zentralblatt für Bibliothekswesen 18, 1901, S. 434–463 (Digitalisat).
- Gotha in der Dichtung des 16. bis 18. Jahrhunderts. In: Mitteilungen der Vereinigung für Gothaische Geschichte und Altertumsforschung, 1905, S. 58–84.
- Aldhelmi Opera (= Monumenta Germaniae Historica [1,1], Teil 15). (3 Teile), Weidmann, Berlin 1913–1919.
- Luthers Sendschreiben an Papst Leo X. und sein Büchlein von der Freiheit eines Christenmenschen (= Veröffentlichung der Gesellschaft der Bibliophilen. Band 26) Gesellschaft der Bibliophilen, Weimar 1917.